# Fairuz Fauzy

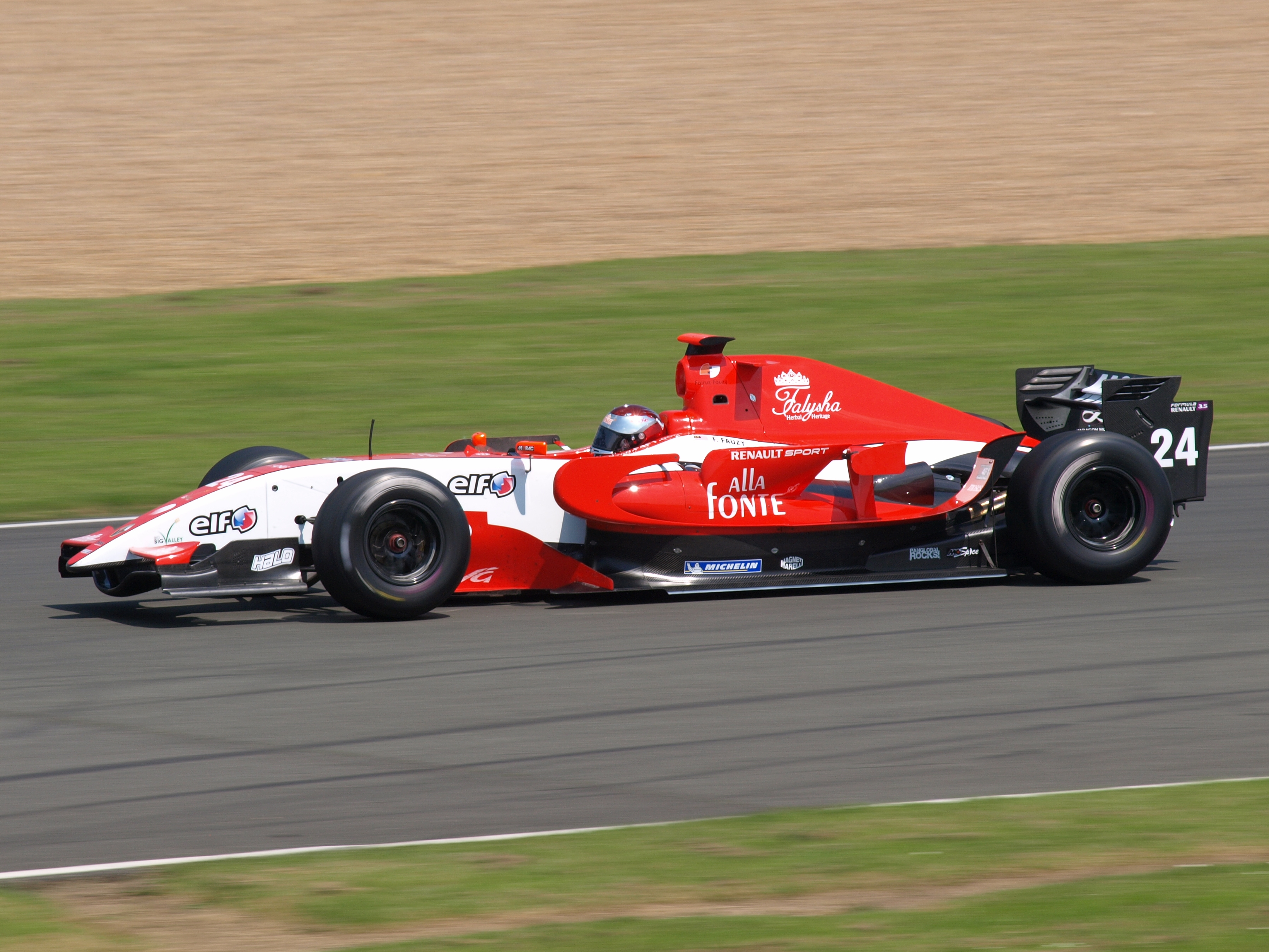
Fairuz Fauzy i Fortec Motorsport på Silverstone i Formula Renault 3.5 Series 2008.

Mohamed Fairuz Fauzy, född 24 oktober 1982 i Kuala Lumpur, är en malaysisk racerförare.
Fauzy var testförare för formel 1-stallet Spyker säsongen 2007.
Han kör numera i GP2 Asia, där han tog en pallplats i inledningen av säsongen 2008.
Säsongen 2010 kommer han vara testförare åt det nya F1 stallet Lotus F1 Racing.